# Manny Ayulo
Manny Ayulo (Los Angeles, Kalifornia, 1921. október 20. – Indianapolis, Indiana, 1955. május 16.) amerikai autóversenyző.

## Pályafutása
Pályafutása alatt ötször állt rajthoz az indianapolisi 500 mérföldes autóversenyen. Az 1951-es futamon, amely a Formula–1-es világbajnokság egy versenye is volt, Ayulo harmadik lett. A távot Jack McGrath-al felváltva teljesítette, amiért mindketten két-két világbajnoki pontot kaptak. Az 1955-ös futamot megelőző tesztek egyikén halálos balesetet szenvedett.

## Eredményei

### Indy 500
| Év       | Rajtszám | Rajthely | Eredmény | Körök | Élen | Kiesés oka |
| -------- | -------- | -------- | -------- | ----- | ---- | ---------- |
| 1949     | 52       | 33       | 28       | 24    | 0    | ?          |
| 1951     | 9        | -        | 3*       | 200   | 11   |            |
| 1952     | 8        | 28       | 20       | 184   | 0    |            |
| 1953     | 88       | 4        | 13       | 184   | 0    | ?          |
| 1954     | 88       | 22       | 13       | 197   | 0    |            |
| Összesen | Összesen | Összesen | Összesen | 589   | 11   |            |

| Indulás  | 4 |
| Pole p.  | 0 |
| Első sor | 0 |
| Győzelem | 0 |
| Top 5    | 1 |
| Top 10   | 1 |
| Kiesett  | 2 |

* Megosztott helyezés Jack McGrath-al

### Teljes Formula–1-es eredménylistája
(Táblázat értelmezése)

(Félkövér: pole-pozícióból indult; dőlt: leggyorsabb kört futott) 

| Év   | Csapat        | Modell              | Motor          | 1   | 2       | 3      | 4   | 5   | 6   | 7   | 8   | 9   | Helyezés | Pont |
| ---- | ------------- | ------------------- | -------------- | --- | ------- | ------ | --- | --- | --- | --- | --- | --- | -------- | ---- |
| 1950 | Coast Grain   | Maserati 8CTF       | Offenhauser L4 | GBR | MON     | 500 Nk | SUI | BEL | FRA | ITA |     |     | -        | 0    |
| 1951 | Jack Hinkle   | Kurtis Kraft 3000   | Offenhauser L4 | SUI | 500 3 * | BEL    | FRA | GBR | GER | ITA | ESP |     | 15.      | 2    |
| 1952 | Coast Grain   | Lesovsky            | Offenhauser L4 | SUI | 500 20  | BEL    | FRA | GBR | GER | NED | ITA |     | -        | 0    |
| 1953 | Peter Schmidt | Kuzma Indy Roadster | Offenhauser L4 | ARG | 500 13  | NED    | BEL | FRA | GBR | GER | SUI | ITA | -        | 0    |
| 1954 | Peter Schmidt | Kuzma Indy Roadster | Offenhauser L4 | ARG | 500 13  | BEL    | FRA | GBR | GER | SUI | ITA | ESP | -        | 0    |
| 1955 | Peter Schmidt | Kurtis Kraft 500C   | Offenhauser L4 | ARG | MON     | 500 Nk | BEL | NED | GBR | ITA |     |     | -        | 0    |

* Megosztott helyezés Jack McGrath-al